# Barazi (tribu)
 (août 2025).
Pour les articles homonymes, voir Barazi.
La tribu Barazi (également orthographiée Berazi, Barazî ou Brazî) est une importante confédération tribale kurde historiquement implantée dans les régions de la haute Mésopotamie, notamment entre l'actuelle Turquie (province de Şanlıurfa) et le nord de la Syrie (région de Kobani). Issue d'une longue tradition de fédérations nomades et sédentarisées, la tribu Barazi a joué un rôle politique, militaire et culturel central dans l'histoire du Kurdistan occidental du Xe siècle jusqu'à nos jours.

## Origines
Plusieurs hypothèses coexistent quant à l'origine de la tribu Barazi. Une première la rattache à la région de Bariz, dans l'actuel Kermanshah (Iran), d'où seraient issus des clans kurdes barzini ayant fondé l'émirat des Hasanwayhides au Xe siècle. Une autre hypothèse, relayée par Roger Lescot, fait descendre les Barazi d'un noble omeyyade réfugié dans le Kurdistan au VIIIe siècle, autour duquel se serait constituée une coalition tribale kurde vers Silvan (Diyarbakır).
Le nom \"Barazi\" pourrait dériver du kurde barz (« élevé », « noble ») ou de baraz (« sanglier »), en référence à la bravoure des guerriers. La tribu s’est constituée à travers l’agrégation de plusieurs sous-tribus kurdes (Shikak, Kitkan, Rashwan, Dînan, Beskî, Sheikhan, etc.).

## Répartition géographique
Historiquement, les Barazi occupaient la plaine de Suruç (sud-est de la Turquie), entre Urfa et l’Euphrate, ainsi que le nord syrien, notamment la région de Kobani. Au XIXe siècle, ils occupaient plus de 300 villages dans le sandjak d’Urfa.
En 1921, la frontière syro-turque tracée par les Français et les Turcs divisa leur territoire. La section sud fonda alors la ville de Kobani, à proximité d’un ancien camp allemand de la ligne ferroviaire Berlin-Bagdad.
Aujourd’hui, des descendants de la tribu vivent en Syrie, Turquie, Irak, Iran, au Liban et dans la diaspora européenne.

## Histoire

### Période médiévale et ottomane
Dès le Xe siècle, des chefs barazî sont liés à l’émirat des Hasanwayhides. Sous l'Empire ottoman, la tribu devient l’une des plus grandes confédérations kurdes avec environ 13 000 tentes recensées au XIXe siècle. Des chefs comme Hulo Pacha et Ahmed Pacha obtiennent des postes administratifs. La tribu participe aussi aux régiments hamidiye.

### Mandat français et République turque
Pendant la guerre d’indépendance turque, Bozan Şahin Bey et son frère Mustafa Hirço s’illustrent à Urfa et Antep contre les Français. Bozan devient député à la Grande Assemblée nationale turque (1920), mais s’exile après s’être opposé à Mustafa Kemal.
En Syrie, il cofonde le comité Xoybûn (1927), qui soutient la révolte kurde du Mont Ararat. Assigné à résidence par les autorités françaises, Bozan devient ensuite député syrien de Jarablus.

### Époque contemporaine
Après 1946, plusieurs figures barazi accèdent aux plus hautes fonctions en Syrie :
- Husni al-Barazi : ministre, puis Premier ministre (1942–1943)[10].
- Muhsin al-Barazi : Premier ministre en 1949, exécuté après un coup d’État[11].
- Talal al-Barazi : ministre du Commerce intérieur (2020–2021).

En 2014, la ville de Kobani (majoritairement barazi) devient un symbole de la résistance kurde contre l'État islamique.

## Culture et société
Les Barazi parlent un dialecte de kurde kurmandji. La majorité est sunnite (rite chaféite), mais la tribu comprend aussi des chiites, des alévis et d’anciens yézidis. Le syncrétisme religieux y est courant (culte du feu, du soleil, mercredi sacré, etc.).
La tribu conserve une tradition orale et épique, avec des dengbêj (chanteurs traditionnels) comme Mîşko Bîkborî, collecté à Kobani dans les années 1940.

## Personnalités notables
- Bozan Şahin Bey (1890–1968) – député turc, cofondateur de Xoybûn, député syrien.
- Mustafa \"Hirço\" Şahin Bey – héros de la guerre d’indépendance turque.
- Husni al-Barazi (1895–1975) – Premier ministre syrien (1942–43).
- Muhsin al-Barazi (1904–1949) – Premier ministre syrien.
- Talal al-Barazi (né en 1963) – homme politique syrien contemporain.
- Arwa Damon – journaliste américano-syrienne (CNN).
- Azad al-Barazi – nageur olympique syrien.